# Angela Pabst
Angela Pabst (* 14. Oktober 1957 in Ansbach) ist eine deutsche Althistorikerin.
Angela Pabst studierte Alte Geschichte, Lateinische Philologie und Klassische Archäologie an der Universität Erlangen-Nürnberg. Dort erfolgte 1982 der Magisterabschluss, 1985 die Promotion mit einer Dissertation zum Thema Divisio regni. Der Zerfall des Imperium Romanum in der Sicht der Zeitgenossen und 1991 die Habilitation, betreut von Andreas Mehl und Robert Werner. Seit 1992 war sie Privatdozentin in Erlangen, 2000 wurde sie zur außerplanmäßigen Professorin ernannt. 2005 holte Mehl Pabst als unbefristete wissenschaftliche Mitarbeiterin an die Universität Halle-Wittenberg. Mit einem von ihren akademischen Schülern veranstalteten Abschiedskolloquium wurde sie am 19. September 2024 in den Ruhestand verabschiedet.
Pabst hat die Reden des Symmachus übersetzt und beschäftigt sich mit politischen Systemen und gesellschaftlichen Strukturen der Antike, Mentalitätsgeschichte und historischer Anthropologie, dem archaischen und klassischen Griechenland sowie Rom von den Anfängen bis zur Spätantike. Besonderes Augenmerk legt sie auf die Grundlagen der attischen Demokratie.
Seit dem Sommersemester 1994 leitete Pabst (auch über ihren Wechsel an die Universität Halle hinaus) bis 2009 die Arbeitsgemeinschaft Demokratia, eine interdisziplinäre Arbeitsgemeinschaft. Die Mitglieder der Arbeitsgemeinschaft (die „Erlanger Demokraten“), zumeist aktive und ehemalige Studierende und Doktoranden unterschiedlicher Disziplinen, diskutieren vor dem Hintergrund der attischen Demokratie politische Fragestellungen. Mehr als 100 Gastvorträge von Wissenschaftlern ergänzten dabei die während der Vorlesungszeit wöchentlich stattfindenden Sitzungen der Arbeitsgemeinschaft.

## Schriften (Auswahl)
Monografien
- Divisio regni. Der Zerfall des Imperium Romanum in der Sicht der Zeitgenossen. Dissertation. Habelt, Bonn 1986, ISBN 3-7749-2244-6.
- Comitia imperii. Ideelle Grundlagen des römischen Kaisertums. Wissenschaftliche Buchgesellschaft, Darmstadt 1997, ISBN 3-534-12283-6.
- Die athenische Demokratie (= C. H. Beck Wissen). C. H. Beck, München 2003, ISBN 3-406-48008-X.
- Kaiser Augustus. Neugestalter Roms. Reclam, Stuttgart 2014, ISBN 978-3-15-010988-5.

Übersetzungen
- Quintus Aurelius Symmachus. Reden (= Texte zur Forschung. Band 53). Wissenschaftliche Buchgesellschaft, Darmstadt 1989, ISBN 3-534-02247-5.

Herausgeberschaften
- mit Burkhard Meißner, Christian Mileta und Oliver Schmitt: Studia hellenistica et historiographica. Festschrift für Andreas Mehl. Computus-Druck, Satz & Verlag, Gutenberg 2010, ISBN 978-3-940598-09-7.
- mit Sandra Scheuble-Reiter: (K)eine wie die andere(n). Individualität als Dimension der griechisch-römischen Frauengeschichte (= Iphis. Beiträge zur altertumswissenschaftlichen Genderforschung. Gender studies in den Altertumswissenschaften, Band 11). WVT Wissenschaftlicher Verlag Trier, Trier 2022, ISBN 978-3-86821-933-3.